# Sylwia Chutnik
Sylwia Chutnik (sinh năm 1979 tại Warsaw) là một tiểu thuyết gia, nhà văn, nhà nữ quyền và nhà hoạt động xã hội người Ba Lan.

## Tiểu sử
Sylwia Chutnik tốt nghiệp ngành nghiên cứu về giới tại Đại học Warsaw. Năm 2018, cô bảo vệ thành công bằng tiến sĩ tại Viện Văn hóa Ba Lan trực thuộc Đại học Warsaw. Năm 2020, Sylwia Chutnik thừa nhận mình thuộc cộng đồng LGBT trong cuộc phỏng vấn với "Alternika", một tạp chí LGBTQIA. Cô đã chia sẻ về mối quan hệ lâu năm với một người đàn ông, mối quan hệ sau đó với một người phụ nữ, và nhận mình là một người mẹ không dị tính ở Ba Lan.

## Sự nghiệp
Tiểu thuyết đầu tay của Sylwia Chutnik có tên là Kieszonkowy atlas kobiet ("Pocket Atlas of Women"), được xuất bản vào năm 2008. Tiểu thuyết thứ hai là Dzidzia ("Diddums"), ra mắt vào năm 2010. Sylwia Chutnik cũng là một hướng dẫn viên tại thành phố Warsaw và một người làm từ thiện. Cô là tác giả của cuốn sách hướng dẫn du lịch Warsaw có tên Warszawa kobiet ("Women's Warsaw"). Sách này hướng dẫn mọi người đến những khu vực ít được biết đến của thành phố để thăm noi ở trước đây của những người phụ nữ nổi tiếng.
Sylwia Chutnik là chủ tịch của MaMa Foundation, một tổ chức được tạo ra với định hướng cải thiện quyền lợi của những người mẹ ở Ba Lan. Cô là thành viên của một tỏ chức không chính thức có ten là "Liên minh Phụ nữ 8 tháng 3".
Trong các tác phẩm, Sylwia Chutnik tập trung viết về vấn đề nữ quyền, giới tính, văn hóa và lịch sử của Ba Lan. Cô là thành viên của Hiệp hội Nhà văn Ba Lan.
Sylwia Chutnik đã tổ chức chương trình văn học trên truyền hình "Cappuccino z książką" (Cappuccion and a book) và "Zapomniani-odzyskani" (Forgotten- found). Cô làm môt chuyên mục viên cho tuần báo "Polityka" kể từ năm 2016. Cô hiện cũng làm chuyên mục viên cho "Gazeta Stołeczna" và tạp chí phụ nữ "Pani".

## Giải thưởng
Sylwia Chutnik được nhiều tổ chức hội công nhận về thành tựu văn học và công tác xã hội. Cô được Ashoka trao giải thưởng cho những thành tích công tác xã hội. Giải thưởng này được ví là Giải Nobel của những người làm công tác xã hội. Sylwia Chutnik là quán quân trong cuộc thi Quý cô Warsaw năm 2007 và là quán quân cuộc thi Wawoactive năm 2008. Tính đến nay, Sylwia Chutnik đã ba lần được đề cử cho Giải thưởng văn học Nike. Năm 2009, cô đoạt Giải thưởng Paszport Polityki. Sylwia Chutnik được nhận học bổng của Homines Urbani vào năm 2008, cô còn là người đoạt giải thưởng của Viện Sách Lithuania vào năm 2009. Cô cũng được nhận giải thưởng của Bộ Văn hóa và Di sản Quốc gia (2010), Thành phố Warsaw (2010) và Viện Goethe (2010).

## Tác phẩm tiêu biểu
- Kieszonkowy atlas kobiet, (Pocket Atlas of Women) Kraków 2008 (đã được dịch sang tiếng Séc, Đức, Lithuania, Nga, Slovak)
- Dzidzia, (Diddums) Warszawa 2009
- Warszawa kobiet, (Women's Warsaw) Warszawa 2011
- Mama ma zawsze rację, (Mum's Always Right), Warszawa 2012
- Cwaniary, (The Hustlers), Warszawa 2012
- W krainie czarów, (In the World of Magic), Kraków 2014
- Jolanta, Kraków 2015
- Smutek cinkciarza, (The Sadness of a Shylock), Warszawa 2016.
- Kobiety, które walczą: Rozmowy z zawodniczkami sztuk walki, (Women Who Fight: Interviews With Martial Arts Athletes), Warszawa 2017